# خط تلفن

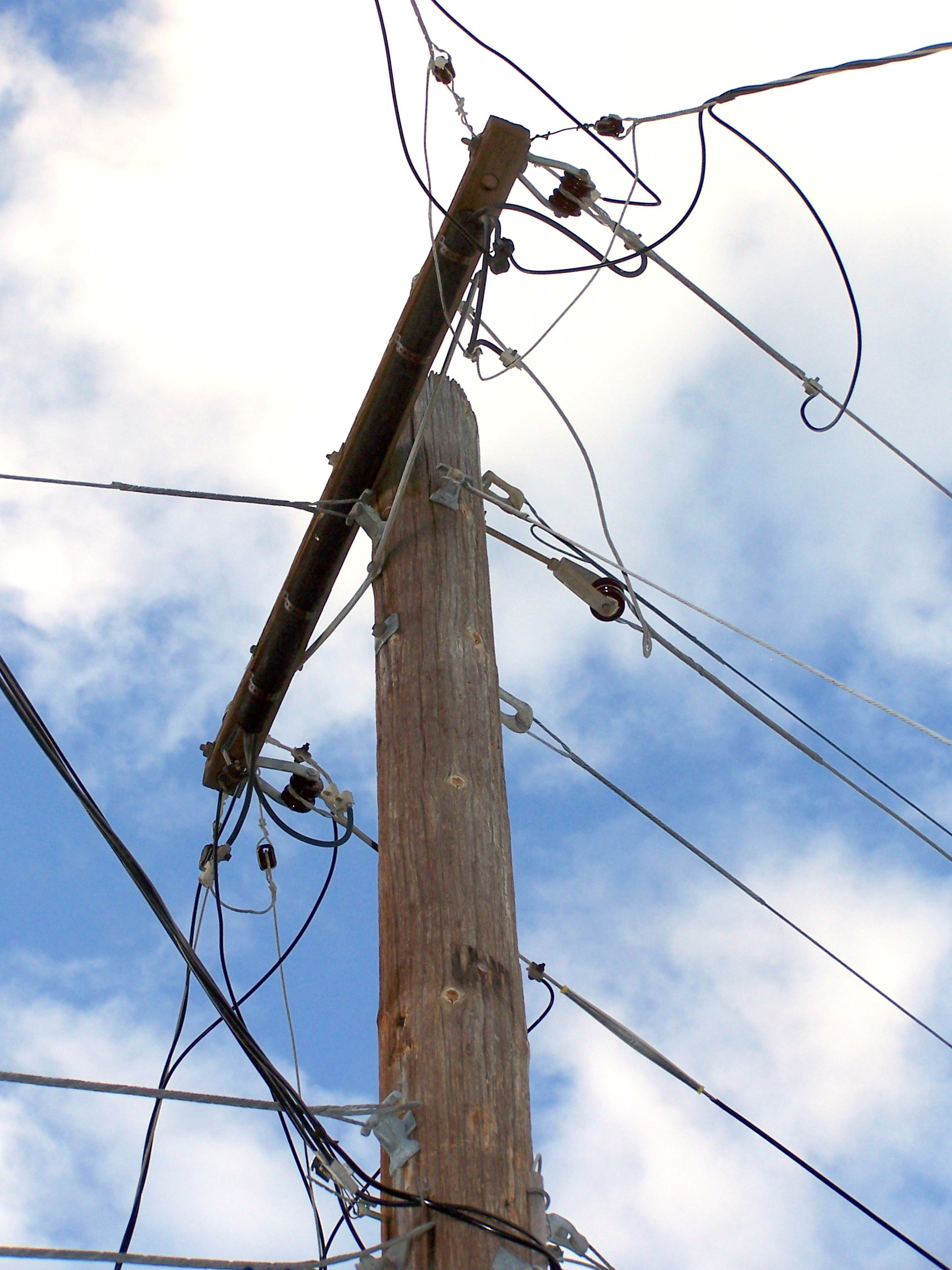

خط تلفن (یا به زبان حرفه‌ای خط یا مدار) به قسمتی از یک مدار مخابراتی گفته می‌شود. خط تلفن در معانی سیم یا محیط انتقال سیگنالی که دستگاه تلفن کاربر را به شبکهٔ مخابرات متصل می‌کند نیز به کار می‌رود. همچنین ممکن است منظور از خط تلفن، اشاره به شمارهٔ تلفنی باشد که برای کاربر و جهت مقاصد حسابرسی در نظر گرفته شده است.

## تاریخچه
در ۱۸۷۶ میلادی، خطوط تلفن اولیه تنها با یک سیم، تلفن‌ها را به یکدیگر متصل می‌کردند و هادی برگشت زمین بود. بعدها در سال ۱۸۷۸ میلادی شرکت تلفن بل استفاده از خطوط دوسیمه را آغاز کرد که تلفن‌ها را به تلفن‌خانه متصل می‌نمود.
خطوط تلفن اولیه عموماً مسی و گاهی آلومینیمی بودند که بعدها به صورت زوج به‌هم‌تابیده در آمدند. خطوط تلفن جدید ممکن است به جای عبور از بالای تیرهای تلفن، از زیر زمین بگذرند و سیگنال‌هایشان آنالوگ یا دیجیتال باشد.